# Parc national Alexander Morrison
Pour les articles homonymes, voir Morrison.
Le parc national Alexander Morrisson (Alexander Morrison National Park) est un parc national d'Australie-Occidentale situé à 207 km au nord de Perth, dans le comté de Coorow.

## Site et situation
Les 85 km² du parc sont occupés par des collines sablonneuses couvertes de bruyères et d'arbustes.

## Histoire
Il doit son nom au professeur Alexander Morrison, premier botaniste du gouvernement d'Australie-Occidentale.

## Renseignements pratiques
L'accès au parc se fait via une piste, accessible par la route Coorow-Green Head. La ville la plus proche est Coorow, à une cinquantaine de kilomètres à l'est du parc.
Le parc ne dispose pas d'aménagement particulier : pas de point d'eau, de tables de pique-nique ou d'emplacements de camping.